# Gaston-Paul Collin
Gaston-Paul Collin, francoski general, * 1887, † 1968.